# Alexei Walentinowitsch Tschelyschew

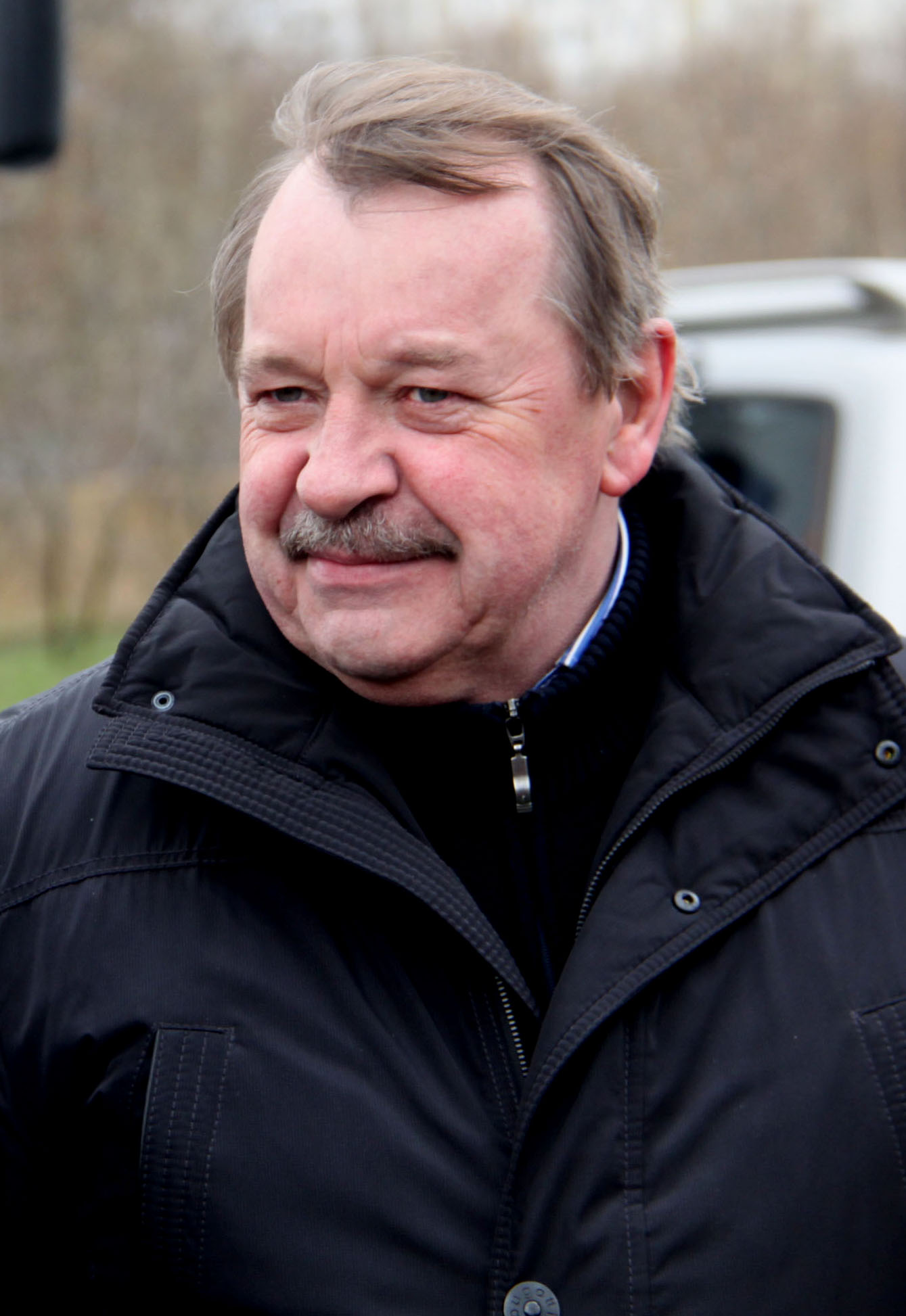
Alexei Walentinowitsch Tschelyschew

Alexei Walentinowitsch Tschelyschew (russisch Алексей Валентинович Челышев; * 10. März 1955, Wolsk, Oblast Saratow, UdSSR) ist ein russischer Politiker und Präfekt der am 1. Juli 2012 der Hauptstadt Moskau zugeschlagenen Bezirke Troizk und Nowomoskowsk. Im November 2013 wurde er zum Präfekten des Südlichen Verwaltungsbezirks der Stadt Moskau ernannt.

## Leben und Karriere
Nach Abschluss des Moskauer Maschinenbau-Instituts im Jahre 1977 war er ein Jahrzehnt bis 1987 im Bausektor tätig, zuletzt als Betriebsleiter.
1987 wechselte er in das Exekutivkomitee des Moskauer Gagarin-Rajons, dessen Stellvertretender und darauf Erster Stellvertretender Leiter er wurde.
Von 1991 bis 1998 war er in kommerziellen Baufirmen tätig.
1998–2001 war er Verwaltungsleiter des Troparewo-Nikulino Rajon, darauf des Gagarin-Rajons der Stadt Moskau. 2001 wurde er Stellvertreter, 2002 Erster Stellvertreter des Präfekten des Südwestlichen Verwaltungsbezirks der Stadt Moskau. Von Dezember 2005 bis April 2012 war er dann selbst Präfekt des Südwestlichen Verwaltungsbezirks.
Als Moskaus Bürgermeister Juri Luschkow am 28. September 2010 vom damaligen Präsidenten Dmitri Medwedew entlassen wurde und am folgenden Tag auch die Moskauer Regierung sowie die Präfekten der Stadtbezirke gehen mussten, konnte Tschelyschew als einziger Präfekt sein Amt kommissarisch behalten. Der neue Moskauer Bürgermeister Sergei Sobjanin verlängerte nach seinem Amtsantritt am 2. November die Vollmachten von Tschelyschew und sechs weiteren Präfekten.

## Seine Zukunftsaufgabe
Am 17. April 2012 wurde er zum Präfekten der beiden neuen Moskauer Bezirke – Troizk und Nowomoskowsk – ernannt, die aus den an Moskau transferierten Gebieten der Moskauer Oblast entstanden. In den nächsten beiden Jahren sollen die beiden Bezirke von einem Präfekten, also von ihm allein, regiert werden. Tschelyschew ist verantwortlich für die Entwicklung eines Gebiets, das flächenmäßig eineinhalbmal so groß ist wie Moskau, von gegenwärtig ca. 230.000 Einwohnern auf zwei Millionen wachsen und Regierungsgebäude, Businesszentren und Elitesiedlungen beherbergen soll.
Am 8. November 2013 avancierte Tschelyschew zum Präfekten des Südlichen Verwaltungsbezirks Moskaus.

## Skandale
Die bevorzugte Behandlung von Tschelyschew durch die Moskauer Stadtspitze soll Berichten zufolge offenbar mit seinem fragwürdigen "Talent", Großprojekte um jeden Preis umzusetzen, zusammenhängen. So erregte er immer wieder Aufsehen mit der gewaltsamen Räumung von Wohnhäusern zugunsten städtischer Bauprojekte. Die Eigentümer der Häuser wurden dann gegen ihren Willen in kleinen Wohnungen in überkommenen Siedlungen untergebracht.